# Championnat d'Uruguay de football 2015-2016
Navigation
Saison précédente Saison suivante
La saison 2015-2016 du Championnat d'Uruguay de football est la cent-quatorzième édition du championnat de première division en Uruguay. Les seize meilleurs clubs du pays s'affrontent lors de deux tournois saisonniers, Ouverture et Clôture. Les vainqueurs de chaque tournoi s'affrontent pour déterminer le champion d'Uruguay. La relégation est déterminée par un classement cumulé des deux dernières saisons.
C'est le Club Atlético Peñarol qui est sacré champion d'Uruguay cette saison après avoir remporté le tournoi Ouverture puis battu le Club Atlético Plaza en finale nationale. Il s’agit du cinquantième titre de champion d'Uruguay de l’histoire du club.

## Qualifications continentales
Le champion d'Uruguay se qualifie à la fois pour la Copa Libertadores 2017 et la Copa Sudamericana 2016. Les deux premiers du classement cumulé joueront la Libertadores tandis que les 3e, 4e et 5e de ce même classement obtiennent leur billet pour la Sudamericana.

## Les clubs participants
- Club Atlético Peñarol
- Defensor Sporting Club
- Club Nacional de Football
- Racing Club de Montevideo
- Club Atlético Rentistas
- Liverpool Fútbol Club - Promu de Primera B
- Club Atlético Cerro
- Club Atlético Juventud
- Club Atlético Plaza - Promu de Primera B
- Danubio Fútbol Club
- CA River Plate
- Montevideo Wanderers Fútbol Club
- Centro Atlético Fénix
- Club Atlético Villa Teresa - Promu de Primera B
- Centro Cultural y Deportivo El Tanque Sisley
- Institución Atlética Sud América

## Compétition
Le barème utilisé pour établir les classements est le suivant :
- Victoire : 3 points
- Match nul : 1 point
- Défaite : 0 point

### Classements
| Rang | Équipe                                       | Pts | J  | G | N | P  | Bp | Bc | Diff |
| ---- | -------------------------------------------- | --- | -- | - | - | -- | -- | -- | ---- |
| 1    | Club Atlético Peñarol                        | 31  | 15 | 9 | 4 | 2  | 28 | 17 | +11  |
| 2    | Club Nacional de FootballT                   | 30  | 15 | 9 | 3 | 3  | 32 | 21 | +11  |
| 3    | Club Atlético Cerro                          | 28  | 15 | 9 | 1 | 5  | 25 | 19 | +6   |
| 4    | Montevideo Wanderers Fútbol Club             | 24  | 15 | 6 | 6 | 3  | 22 | 16 | +6   |
| 5    | CA River Plate                               | 23  | 15 | 7 | 2 | 6  | 31 | 25 | +6   |
| 6    | Centro Atlético Fénix                        | 23  | 15 | 6 | 5 | 4  | 17 | 12 | +5   |
| 7    | Danubio Fútbol Club                          | 22  | 15 | 6 | 4 | 5  | 21 | 13 | +8   |
| 8    | Defensor Sporting Club                       | 21  | 15 | 6 | 3 | 6  | 25 | 25 | 0    |
| 9    | Centro Cultural y Deportivo El Tanque Sisley | 19  | 15 | 5 | 4 | 6  | 17 | 17 | 0    |
| 10   | Club Atlético Rentistas                      | 18  | 15 | 5 | 3 | 7  | 18 | 19 | -1   |
| 11   | Institución Atlética Sud América             | 18  | 15 | 4 | 6 | 5  | 18 | 22 | -4   |
| 12   | Liverpool Fútbol ClubP                       | 18  | 15 | 5 | 3 | 7  | 15 | 24 | -9   |
| 13   | Club Atlético PlazaP                         | 17  | 15 | 3 | 8 | 4  | 15 | 16 | -1   |
| 14   | Racing Club de Montevideo                    | 17  | 15 | 4 | 5 | 6  | 21 | 26 | -5   |
| 15   | Club Atlético Juventud                       | 15  | 15 | 4 | 3 | 8  | 14 | 25 | -11  |
| 16   | Club Atlético Villa TeresaP                  | 5   | 15 | 1 | 2 | 12 | 9  | 30 | -21  |

| Rang | Équipe                                       | Pts | J  | G | N | P  | Bp | Bc | Diff |
| ---- | -------------------------------------------- | --- | -- | - | - | -- | -- | -- | ---- |
| 1    | Club Atlético PlazaP                         | 32  | 15 | 9 | 5 | 1  | 20 | 9  | +11  |
| 2    | Club Atlético Peñarol                        | 27  | 15 | 8 | 3 | 4  | 25 | 18 | +7   |
| 3    | Institución Atlética Sud América             | 25  | 15 | 7 | 4 | 4  | 17 | 16 | +1   |
| 4    | Montevideo Wanderers Fútbol Club             | 24  | 15 | 7 | 3 | 5  | 31 | 21 | +10  |
| 5    | Club Nacional de FootballT                   | 24  | 15 | 7 | 3 | 5  | 21 | 17 | +4   |
| 6    | Club Atlético Cerro                          | 24  | 15 | 7 | 3 | 5  | 17 | 15 | +2   |
| 7    | Centro Atlético Fénix                        | 23  | 15 | 6 | 5 | 4  | 18 | 13 | +5   |
| 8    | Liverpool Fútbol ClubP                       | 22  | 15 | 7 | 1 | 7  | 16 | 18 | -2   |
| 9    | Club Atlético Rentistas                      | 21  | 15 | 6 | 3 | 6  | 18 | 17 | +1   |
| 10   | Defensor Sporting Club                       | 21  | 15 | 6 | 3 | 6  | 23 | 29 | -6   |
| 11   | Club Atlético Villa TeresaP                  | 19  | 15 | 5 | 4 | 6  | 15 | 18 | -3   |
| 12   | Club Atlético Juventud                       | 18  | 15 | 4 | 6 | 5  | 19 | 19 | 0    |
| 13   | CA River Plate                               | 18  | 15 | 5 | 3 | 7  | 15 | 16 | -1   |
| 14   | Racing Club de Montevideo                    | 14  | 15 | 3 | 5 | 7  | 19 | 24 | -5   |
| 15   | Danubio Fútbol ClubT                         | 13  | 15 | 3 | 4 | 8  | 18 | 25 | -7   |
| 16   | Centro Cultural y Deportivo El Tanque Sisley | 7   | 15 | 2 | 1 | 12 | 14 | 30 | -16  |

### Matchs
| Résultats (▼dom., ►ext.)         | Nac | Pen | Cer | Wan | Riv | Fén | Dan | ElT | Def | Ren | SAm | Liv | Plz | Rac | Juv | Vil |
| Club Nacional de Football        |     | 1-1 | 4-3 | 2-1 | 2-1 | 1-0 | 0-2 | 3-1 | 4-0 | 3-2 | 1-2 | 0-2 | 1-0 | 1-0 | 1-1 | 4-1 |
| Club Atlético Peñarol            | 2-2 |     | 2-1 | 1-1 | 0-2 | 2-1 | 2-1 | 2-2 | 5-1 | 1-0 | 1-1 | 1-0 | 1-2 | 3-1 | 1-0 | 4-1 |
| Club Atlético Cerro              | 1-0 | 0-3 |     | 1-0 | 1-1 | 2-1 | 1-0 | 2-0 | 2-3 | 1-0 | 2-0 | 1-0 | 0-0 | 1-2 | 4-1 | 3-1 |
| Montevideo Wanderers             | 2-1 | 4-1 | 3-1 |     | 5-1 | 1-1 | 0-0 | 1-0 | 0-0 | 2-1 | 0-2 | 1-1 | 0-1 | 2-2 | 0-1 | 2-3 |
| River Plate                      | 0-3 | 4-0 | 3-1 | 1-1 |     | 1-2 | 2-1 | 1-0 | 1-2 | 2-3 | 2-0 | 2-2 | 0-1 | 3-1 | 0-0 | 4-0 |
| Centro Atlético Fénix            | 0-2 | 2-0 | 0-1 | 2-1 | 1-1 |     | 2-1 | 1-0 | 3-0 | 1-1 | 2-0 | 1-1 | 0-0 | 3-1 | 2-2 | 1-0 |
| Danubio Fútbol Club              | 2-0 | 0-1 | 3-1 | 1-4 | 0-3 | 0-2 |     | 3-3 | 2-3 | 1-2 | 1-1 | 4-0 | 2-2 | 1-1 | 2-1 | 1-1 |
| El Tanque Sisley                 | 1-1 | 0-2 | 2-3 | 1-3 | 2-1 | 1-0 | 4-1 |     | 5-6 | 2-1 | 0-1 | 0-1 | 0-1 | 2-3 | 0-2 | 0-1 |
| Defensor Sporting Club           | 2-4 | 3-1 | 1-0 | 2-3 | 1-2 | 1-0 | 3-2 | 2-2 |     | 2-0 | 1-2 | 1-2 | 1-1 | 1-3 | 4-1 | 1-1 |
| Club Atlético Rentistas          | 2-0 | 1-3 | 0-0 | 1-2 | 2-1 | 0-0 | 0-2 | 0-2 | 0-1 |     | 1-0 | 0-1 | 1-3 | 0-0 | 2-1 | 1-0 |
| Institución Atlética Sud América | 1-1 | 1-4 | 2-2 | 1-0 | 2-1 | 1-1 | 2-1 | 1-1 | 2-0 | 3-3 |     | 0-3 | 0-2 | 2-2 | 1-1 | 3-1 |
| Liverpool Fútbol Club            | 2-3 | 1-3 | 1-0 | 1-4 | 1-0 | 1-1 | 0-3 | 1-1 | 2-1 | 0-3 | 3-0 |     | 1-2 | 3-2 | 1-3 | 1-0 |
| Club Atlético Plaza              | 2-0 | 1-1 | 0-1 | 1-1 | 3-2 | 1-0 | 0-0 | 2-1 | 0-0 | 1-2 | 1-1 | 1-0 |     | 2-2 | 1-2 | 0-1 |
| Racing Club de Montevideo        | 2-2 | 0-1 | 0-2 | 1-3 | 0-1 | 2-2 | 0-0 | 2-0 | 0-2 | 0-3 | 2-0 | 3-1 | 2-2 |     | 0-0 | 2-3 |
| Club Atlético Juventud           | 2-3 | 1-1 | 1-3 | 3-3 | 2-3 | 0-1 | 0-2 | 1-0 | 2-1 | 0-3 | 0-1 | 1-0 | 1-1 | 3-2 |     | 0-1 |
| Club Atlético Villa Teresa       | 0-3 | 0-3 | 0-1 | 2-3 | 2-0 | 0-2 | 0-1 | 0-1 | 2-2 | 1-1 | 0-1 | 0-1 | 1-1 | 1-2 | 0-0 |     |

### Phase finale
|  | Demi-finales        | Demi-finales          | Demi-finales          | Demi-finales          |                       |                       | Finale | Finale | Finale | Finale |
|  |                     |                       |                       |                       |                       |                       |        |        |        |        |
|  |                     |                       |                       |                       |                       |                       |        |        |        |        |
|  | Vainqueur Ouverture | Club Atlético Peñarol | 3                     | 3                     |                       |                       |        |        |        |        |
|  | Vainqueur Ouverture | Club Atlético Peñarol | 3                     | 3                     |                       |                       |        |        |        |        |
|  | Vainqueur Clôture   | Club Atlético Plaza   | 1                     | 1                     |                       |                       |        |        |        |        |
|  | Vainqueur Clôture   | Club Atlético Plaza   | 1                     | 1                     | Club Atlético Peñarol | Club Atlético Peñarol | -      | -      |        |        |
|  |                     |                       |                       |                       | Club Atlético Peñarol | Club Atlético Peñarol | -      | -      |        |        |
|  |                     |                       | 1er classement cumulé | Club Atlético Peñarol | -                     | -                     |        |        |        |        |
|  |                     |                       |                       |                       | -                     | -                     |        |        |        |        |
|  |                     |                       |                       |                       |                       |                       |        |        |        |        |
|  |                     |                       |                       |                       |                       |                       |        |        |        |        |
|  |                     |                       |                       |                       |                       |                       |        |        |        |        |

### Classements cumulés
| Rang | Équipe                                       | Pts | J  | G  | N  | P  | Bp | Bc | Diff |
| ---- | -------------------------------------------- | --- | -- | -- | -- | -- | -- | -- | ---- |
| 1    | Club Atlético Peñarol                        | 58  | 30 | 17 | 7  | 6  | 53 | 35 | +18  |
| 2    | Club Nacional de Football                    | 54  | 30 | 16 | 6  | 8  | 53 | 38 | +15  |
| 3    | Club Atlético Cerro                          | 52  | 30 | 16 | 4  | 10 | 42 | 34 | +8   |
| 4    | Club Atlético PlazaP                         | 49  | 30 | 12 | 13 | 5  | 35 | 25 | +10  |
| 5    | Montevideo Wanderers Fútbol Club             | 48  | 30 | 13 | 9  | 8  | 53 | 37 | +16  |
| 6    | Centro Atlético Fénix                        | 46  | 30 | 12 | 10 | 8  | 35 | 25 | +10  |
| 7    | Institución Atlética Sud América             | 43  | 30 | 11 | 10 | 9  | 35 | 38 | -3   |
| 8    | Defensor Sporting Club                       | 42  | 30 | 12 | 6  | 12 | 48 | 54 | -6   |
| 9    | CA River Plate                               | 41  | 30 | 12 | 5  | 13 | 46 | 41 | +5   |
| 10   | Liverpool Fútbol ClubP                       | 40  | 30 | 12 | 4  | 14 | 31 | 42 | -11  |
| 11   | Club Atlético Rentistas                      | 39  | 30 | 11 | 6  | 13 | 36 | 36 | 0    |
| 12   | Danubio Fútbol Club                          | 35  | 30 | 9  | 8  | 13 | 39 | 38 | +1   |
| 13   | Club Atlético Juventud                       | 33  | 30 | 8  | 9  | 13 | 33 | 44 | -11  |
| 14   | Racing Club de Montevideo                    | 31  | 30 | 7  | 10 | 13 | 40 | 50 | -10  |
| 15   | Centro Cultural y Deportivo El Tanque Sisley | 26  | 30 | 7  | 5  | 18 | 31 | 47 | -16  |
| 16   | Club Atlético Villa TeresaP                  | 24  | 30 | 6  | 6  | 18 | 24 | 49 | -25  |

| Rang | Équipe                                       | Pts | J  | G | N | P | Bp | Bc | Diff |
| ---- | -------------------------------------------- | --- | -- | - | - | - | -- | -- | ---- |
| 1    | Club Nacional de Football                    | 117 | 60 |   |   |   |    |    |      |
| 2    | Club Atlético Peñarol                        | 113 | 60 |   |   |   |    |    |      |
| 3    | Club Atlético Plaza                          | 98  | 30 |   |   |   |    |    |      |
| 4    | CA River Plate                               | 95  | 60 |   |   |   |    |    |      |
| 5    | Defensor Sporting Club                       | 90  | 60 |   |   |   |    |    |      |
| 6    | Club Atlético Cerro                          | 86  | 60 |   |   |   |    |    |      |
| 7    | Institución Atlética Sud América             | 85  | 60 |   |   |   |    |    |      |
| 8    | Danubio Fútbol Club                          | 84  | 60 |   |   |   |    |    |      |
| 9    | Centro Atlético Fénix                        | 83  | 60 |   |   |   |    |    |      |
| 10   | Montevideo Wanderers Fútbol Club             | 82  | 60 |   |   |   |    |    |      |
| 11   | Liverpool Fútbol Club                        | 80  | 30 |   |   |   |    |    |      |
| 12   | Club Atlético Juventud                       | 78  | 60 |   |   |   |    |    |      |
| 13   | Racing Club de Montevideo                    | 76  | 60 |   |   |   |    |    |      |
| 14   | Club Atlético Rentistas                      | 73  | 60 |   |   |   |    |    |      |
| 15   | Centro Cultural y Deportivo El Tanque Sisley | 62  | 60 |   |   |   |    |    |      |
| 16   | Club Atlético Villa Teresa                   | 48  | 30 |   |   |   |    |    |      |

## Bilan de la saison
| Championnat d'Uruguay de football 2015-2016 |                                              |
| Champion                                    | Club Atlético Peñarol (50e titre)            |
| Qualifications continentales                |                                              |
| Copa Libertadores 2017                      | Club Atlético Peñarol                        |
| Copa Libertadores 2017                      | Club Nacional de Football                    |
| Copa Libertadores 2017                      | Club Atlético Cerro                          |
| Copa Sudamericana 2016                      | Club Atlético Peñarol                        |
| Copa Sudamericana 2016                      | Club Atlético Plaza                          |
| Copa Sudamericana 2016                      | Montevideo Wanderers Fútbol Club             |
| Copa Sudamericana 2016                      | Centro Atlético Fénix                        |
| Promotions et relégations                   |                                              |
| Promus en Primera División                  | Rampla Juniors Fútbol Club                   |
| Promus en Primera División                  | Club Atlético Boston River                   |
| Promus en Primera División                  | Club Social y Deportivo Villa Española       |
| Relégués en Primera B                       | Club Atlético Rentistas                      |
| Relégués en Primera B                       | Centro Cultural y Deportivo El Tanque Sisley |
| Relégués en Primera B                       | Club Atlético Villa Teresa                   |